# José Ulises Osorio
José Ulises Osorio García (San Juan de Nepomuceno, 14 de junio de 1864 - Barranquilla, 29 de octubre de 1933) fue un abogado y político colombiano. Miembro del Partido Conservador Colombiano.

## Biografía
En 1898, había sido gobernador de Bolívar, repitiendo en 1909, y posteriormente en 1922 fue ministro de guerra y de gobierno en el gobierno de Pedro Nel Ospina. También fue presidente del Senado de la República en enero y febrero de 1931.
Se casó con Mercedes Rodríguez Diago, con quien tuvo 16 hijos. Cuñado de los también ministros Ramón y Gabriel Rodríguez Diago, con este último fundó una firma de abogados en Cartagena de Indias y Montería. Perteneció al círculo íntimo del presidente Rafael Núñez Moledo.